# 이허겸
이허겸(李許謙, ? - ?)은 고려의 외척으로 고려 문종의 장인 이자연의 할아버지이다. 본관은 인천(仁川)이다.
이허겸은 본래 허(許)씨였으나 그의 9대조 허기(許奇)가 당나라에 사신으로 갔다가 안록산(安祿山)의 난으로 피난하는 현종을 호종한 공으로 이(李)씨 성을 하사받았다고 한다. 
1022년 세 명의 외손녀가 모두 고려 현종의 후비로 들어가 원성왕후(元成王后), 원혜왕후(元惠王后), 원평왕후(元平王后)가 되었다. 그리하여 고려 현종 때 상서좌복야(尙書左僕射) 상주국(上柱國) 소성현개국후(邵城縣開國候)에 봉작되고 식읍(食邑) 1,500호(戶)가 추서되었다.

## 가계
- 부인 : 경주 김씨(慶州 金氏), 김은열(金殷說)의 딸
  - 아들 : 이한(李翰)- 상서우복야(尙書右僕射)
  - 며느리 : 경주 최씨(慶州崔氏), 최령(崔領)의 딸
    - 손자 : 이자연(李子淵) - 문하시중 판상서이부사(門下侍中 判尙書吏部事)
    - 손자 : 이자상(李子祥) - 상서우복야 추증

  - 아들 : 이눌(李訥) - 대장군(大將軍)
    - 손자 : 이성간(李成幹)
      - 증손녀 : 윤관(尹瓘)에게 출가

  - 아들 : 이진(李玲) - 좌복야(左僕射)
  - 딸 : 김은부(金殷傅)에게 출가

## 사후
19세기 초에 인천에 그의 사당이 마련되었다. 사당 원인재(源仁齋)는 처음 연수동 신지마을에 건립되었으나 연수동 택지개발이 확정되면서 1994년 시공과 동시에 해체되어 이허겸의 묘역 옆으로 옮겨져 복원 증축되었다. 원인재(源仁齋)는 후일 인천문화재자료 제5호로 지정되었다.

## 같이 보기
| - 이자연 - 김은부 - 경순왕 - 고려 현종 - 고려 덕종 - 고려 정종 - 고려 문종 - 이자겸 - 이자의 | - 이자겸의 난 - 원성왕후 - 원혜왕후 - 원평왕후 - 사숙왕후 - 안산군대부인 - 인예왕후 - 인경현비 - 인절현비 - 이공수 | - 정간왕 - 장경궁주 - 원인재 - 원인재역 |